# Peter Matthiessen (Jurist)
Peter Matthiessen (* 31. Juli 1720 in Nieblum; † 8. Juli 1812 ebenda) war ein deutscher Jurist und Verwaltungsbeamter.

## Beamtenlaufbahn
Peter Matthiessen war als Enkel von Matthias Petersen ein Sohn von Peter Matthiessen (* 4. November 1677 in Oldsum; † 14. Oktober 1752 in Nieblum) und dessen Ehefrau Hedwig, geborene Lorenzen (* 1687 in Bredstedt; † 1726). Sein Vater arbeitete von 1713 bis 1746 als Landvogt auf Osterlandföhr und bis 1742 auch auf Sylt und von 1713 bis 1749 als Gerichtsvogt auf Föhr. Seine Mutter war eine Tochter von Marcus Lorenzen, der als Königlicher Kommissar in Tondern, Hausvogt in Schwabstedt und Stiftsvogt in Bordelum tätig war.
Da Matthiessens Mutter früh starb, übernahm seine älteste Schwester seine Erziehung. Nach Hausunterricht durch Peter Cramer, der als Diakon an St. Johannis auf Föhr und später als Pastor am Schleswiger Dom arbeitete, lernte er bis Ostern 1740 an der Domschule Schleswig. 1741 schrieb er sich für ein Studium der Rechtswissenschaften an der Reformuniversität Göttingen ein. Darüber hinaus studierte er Philosophie, Literatur, Naturlehre und Astronomie. 1744 legte er das Examen ab und arbeitete anschließend fast zwei Jahre als Advokat in Tondern. 1746 wechselte er als Amtssekretär zu Christian Albrecht von Massow, der Amtmann von Apenrade und Lügumkloster war. Da ihn von Massow oft an der Führung der Amtsgeschäfte beteiligte, sammelte Massow so praktische Erfahrungen mit der Verwaltung und Justiz.
Von Massow förderte Matthiessens Karriere, den er eigentlich nur ungern als Mitarbeiter verlieren wollte. 1753 wechselte Matthiessen als Legationssekretär zum dänischen Gesandten Erhard von Wedel-Friis nach Stockholm. Dieser ging 1754 nach Paris und holte Matthiessen im Sommer 1755 dorthin. Matthiessen versuchte bat der interessanten Arbeiten in einer der bedeutendsten dänischen Gesandtschaften um eine Stelle in seiner Heimat. Ein Grund dafür dürfte gewesen sein, dass seine spätere Ehefrau in Apenrade lebte.
1759 wurde Matthiessen zum Landvogt von Osterlandföhr und Birkvogt von Westerlandföhr und Amrum berufen. Diese Stellen hatte zuvor sein verstorbener Bruder Marcus innegehabt. Da Wedel-Friis während des Siebenjährigen Krieges nicht auf ihn verzichten wollte, musste er trotzdem in der französischen Hauptstadt bleiben. Im August 1763 ging Matthiessen gemeinsam mit seinem Dienstherrn zurück in seine Heimat. Sein Bruder Matthias, der Landvogt auf Sylt war, übernahm seine Ämter bis zur Amtsübernahme 1764 kommissarisch.
Als Landvogt unterstand Matthiessen Ulrich Adolph Graf von Holstein, der 1769 die Anweisung gab, Osterlandföhr zu verkoppeln. Matthiessen lehnte dieses Vorhaben zunächst ab, setzte es aber gegen die dauerhaften Widersprüche der Bauern durch. Im Rahmen der Verwaltungsreformen Johann Friedrich Struensees wurde Matthiessens Dienstherr 1771 zum Oberpräsidenten Kopenhagens berufen. Matthiessen, der in der Zwischenzeit Kanzleirat geworden war, erhielt im Juni 1771 einen Ruf als Erster Bürgermeister der Stadt. Entscheidend hierfür waren vermutlich sein Fleiß und gute Kenntnisse der dänischen Sprache. Matthiessen folgte dem Ruf nur widerwillig, hatte aber seine Landvogtei währenddessen bereits verloren und daher keine andere Wahl, als das Amt anzunehmen.
Matthiessen zog ohne seine Familie, die auf Föhr blieb, in die dänische Hauptstadt. Bis zur Köpfung Struensees im Mai 1772 amtierte er als Erster Bürgermeister. Der König entließ ihn daraufhin und gewährte ihm ein Wartegehalt in Höhe von 700 dänischen Reichstalern. Da seine vorherige Stelle als Landvogt anderweitig besetzt war, verlegte er den Wohnsitz seiner Familie nach Apenrade. Heinrich Carl von Schimmelmann berief ihn 1775 zum Mitdirektoren der „Königlichen Altonaischen Härings-Fangs Direction“ nebst Sigismund Wilhelm von Gähler und dem Buchhalter Johann Christoph Donner und ernannte ihn zum Justizrat.

## Wechsel in die Wirtschaft
Die Heringsfangdirektion gehörte zu den vielen staatlichen Wirtschaftsunternehmen der Ära Schimmelmanns und konzentrierte sich zumeist auf den Fang von Heringen und Walen. Da Matthiessen sich wohl eher mit Verwaltung und Justiz auskannte, erzielte er im kaufmännischen Bereich keine nennenswerten Erfolge. Ihm halfen seine alten Kontakte zu Walfänger aus seiner Zeit auf Föhr, insbesondere, als er 1775/76 von Schimmelmann den Auftrag erhielt, Besatzungen für die Walfangschiffe der „Kongelige Grønlandske Handel“ (KGH) zu finden. Matthiessen arbeitete von 1775 bis 1801 als deren korrespondierender Direktor. 1776 bestand die Besatzung von sieben von acht, 1777 von zwölf von 16 Walfangschiffen der Gesellschaft aus Kommandeuren und zusätzlich 200 bzw. 350 Besatzungsmitgliedern aus Föhringern. Auch in den Jahren danach machten sie den Großteil der Besatzung aus. Sie fingen Wale bei Spitzbergen und in der David-Straße, bis die KHG den Betrieb einstellte.
Aus der KGH entstand 1782 die „Königliche octroyrte Dänische, Nordische, Schleswigsche und Holsteinische vereinigte Handels- und Canal-Compagnie“. Das Unternehmensziel war, den nahezu fertiggestellten Eiderkanal für den Handel zu nutzen. Geleitet von einer Direktion in Kopenhagen entstand dort ein Kontor und eine „administrirende Direction“, deren Leitung Matthiessen als Erster Administrator übernahm. Ab 1792 arbeitete das Altonaer Kontor als eigenständiges „Königliches Fischerey- und Handelsinstitut“.
Matthiessen hatte eine langanhaltende Augenerkrankungen und erblindete zwischenzeitlich, arbeitete aber trotzdem bis ins hohe Alter. 1801 ging er in den Ruhestand. Zu diesem Anlass sollte er zum Etatsrat ernannte werden, was er angeblich ablehnte. Den Rest seines Lebens verbrachte er bei seiner Tochter in Niebüll.
Matthiessen verkehrte in Hamburg und Altona regelmäßig in den höchsten Führungsschichten der Gesellschaft und war besonders mit Ulrich Adolph Graf von Holstein und seinem Kollegen Joseph Pierre Texier (1738–1818) befreundet. Er tauschte sich regelmäßig mit Johannes Nikolaus Tetens und Josias Lorck aus.

## Bedeutung
Matthiessens zeitüberdauernde Bedeutung im historischen Kontext einzuschätzen ist, abgesehen von der Zeit als Kopenhagener Bürgermeister, kompliziert. Die Forschungsliteratur enthält hierzu nur geringe Informationen. Dokumente aus den Archiven, die die Zeit in Altona betreffen, wurden vernichtet. Im Kopenhagener Reichsarchiv sind nur einige Schreiben Schimmelmanns zu finden.
Die vorhandenen Quellen zeichnen das Bild eines fleißigen, gewissenhaften und umfangreich gebildeten Verwaltungsbeamten: Er zeigte jedoch wenig Originalität und Initiative, um ihn als herausragend im Vergleich zu vielen ähnlichen Beamten erscheinen zu lassen.

## Familie
1764 heiratete Matthiessen in Nieblum Anna Botilde Jessen (* 17. Juni 1729 in Apenrade; † 19. April 1805 in Nieblum). Das Ehepaar hatte zwei Töchter und drei Söhne, darunter:
- Peter (* 19. März 1767; † 15. Dezember 1829 in Tondern). Er arbeitete anfangs als Sekretär der Pinneberger Landdrostei und war um 1790 Landvogt auf Sylt. Danach arbeitete er als Obergerichtsrat in Glückstadt, ab 1816 als Amtmann in Tondern. 1813 wurde er zum Ritter vom Dannebrog ernannt.
- Heinrich (* 11. Juni 1768; † 13. Januar 1834) wurde Amtsverwalter in Segeberg.